# Pancalia
Pancalia is een geslacht van vlinders uit de familie van de prachtmotten (Cosmopterigidae).

## Soorten
- P. amurella Gaedike, 1967
- P. aureatus Yang, 1977
- P. baldizzonella Riedl, 1994
- P. didesmococcusphaga Yang, 1977
- P. latreillela Curtis, 1830
- P. leuwenhoekella (Linnaeus, 1761) - kleine viooltjesmot
- P. nodosella (Bruand, 1851) - duinviooltjesmot
- P. schwarzella (Fabricius, 1798) - hondsviooltjesmot
- P. sichotella Christoph, 1882
- P. sinense Gaedike, 1967
- P. swetlanae Sinev, 1985